# هربرت مارشال
هربرت مارشال (بالإنجليزية: Herbert Marshall)‏ (و. 1890 – 1966 م) هو ممثل، من المملكة المتحدة، ولد في لندن، توفي في بيفرلي هيلز كاليفورنيا، عن عمر يناهز 76 عاماً بسبب نوبة قلبية.

## الخدمة العسكرية
خدم في الجيش البريطاني.

## وصلات خارجية
- هربرت مارشال على موقع IMDb (الإنجليزية)
- هربرت مارشال على موقع الموسوعة البريطانية (الإنجليزية)
- هربرت مارشال على موقع ألو سيني (الفرنسية)
- هربرت مارشال على موقع تيرنر كلاسيك موفيز (الإنجليزية)
- هربرت مارشال على موقع تيرنر كلاسيك موفيز (الإنجليزية)
- هربرت مارشال على موقع أول موفي (الإنجليزية)
- هربرت مارشال على موقع قاعدة بيانات برودواي على الإنترنت (الإنجليزية)
- هربرت مارشال على موقع قاعدة بيانات الأفلام السويدية (السويدية)
- هربرت مارشال على موقع إن إن دي بي (الإنجليزية)
- هربرت مارشال على موقع ديسكوغز (الإنجليزية)